# Први корак (есеј)
„Први корак“ је есеј Лава Толстоја у коме се првенствено залаже за вегетаријанство, али у исто време укратко помиње теме које се односе на анархизам и пацифизам. То је био Толстојев предговор књизи Хауарда Вилијамса (Етика исхране), коју је Толстој превео на руски.

## Наслеђе
Овај рад се сматрао кључним у убеђивању Гандија да одржи своју вегетаријанску исхрану. Према Шарлот Алстон, предавачици на Универзитету Нортамбрија, Толстој је планирао да оснује вегетаријански часопис 1893. године, са истим насловом, Први корак. Године 1900. на енглески су га превели познати Толстојеви преводиоци Луиз Мод и Ејлмер Мод, а 1905. есеј је поново превео Лав Винер.